# Exocentrus ceylanicus
Exocentrus ceylanicus är en skalbaggsart som beskrevs av Stefan von Breuning 1974. Exocentrus ceylanicus ingår i släktet Exocentrus och familjen långhorningar.
Artens utbredningsområde är Sri Lanka. Inga underarter finns listade i Catalogue of Life.